# Tecate
Tecate (del kumiai: ʼIitekat ‘árbol cortado’) es una ciudad mexicana situada en el estado de Baja California, cabecera del municipio homónimo. En 2012 recibió la etiqueta turística «Pueblo mágico» por la Secretaría de Turismo.

## Geografía
La ciudad de Tecate se localiza en el noroeste del municipio homónimo, en la frontera con Estados Unidos. Se encuentra a una altura media de 525 m s. n. m. y abarca un área de 81.05 km².

### Clima
Tiene un clima mediterráneo, con pocas lluvias (260 mm) durante el año, las cuales ocurren principalmente en invierno y en menor medida en primavera y otoño. Los inviernos son frescos con una temperatura promedio de alrededor de 15 °C; aunque es común que se presenten temperaturas bajo cero. Es común el granizo durante las lluvias invernales. Los veranos son cálidos con una temperatura promedio 30 °C, brisa por las noches y ocasionalmente tormentas eléctricas.
| Parámetros climáticos promedio de La Puerta, Tecate            | Parámetros climáticos promedio de La Puerta, Tecate | Parámetros climáticos promedio de La Puerta, Tecate | Parámetros climáticos promedio de La Puerta, Tecate | Parámetros climáticos promedio de La Puerta, Tecate | Parámetros climáticos promedio de La Puerta, Tecate | Parámetros climáticos promedio de La Puerta, Tecate | Parámetros climáticos promedio de La Puerta, Tecate | Parámetros climáticos promedio de La Puerta, Tecate | Parámetros climáticos promedio de La Puerta, Tecate | Parámetros climáticos promedio de La Puerta, Tecate | Parámetros climáticos promedio de La Puerta, Tecate | Parámetros climáticos promedio de La Puerta, Tecate | Parámetros climáticos promedio de La Puerta, Tecate |
| Mes                                                            | Ene.                                                | Feb.                                                | Mar.                                                | Abr.                                                | May.                                                | Jun.                                                | Jul.                                                | Ago.                                                | Sep.                                                | Oct.                                                | Nov.                                                | Dic.                                                | Anual                                               |
| -------------------------------------------------------------- | --------------------------------------------------- | --------------------------------------------------- | --------------------------------------------------- | --------------------------------------------------- | --------------------------------------------------- | --------------------------------------------------- | --------------------------------------------------- | --------------------------------------------------- | --------------------------------------------------- | --------------------------------------------------- | --------------------------------------------------- | --------------------------------------------------- | --------------------------------------------------- |
| Temp. máx. abs. (°C)                                           | 38.0                                                | 38.0                                                | 36.0                                                | 39.0                                                | 42.0                                                | 44.0                                                | 51.0                                                | 47.0                                                | 46.0                                                | 41.1                                                | 39.0                                                | 32.0                                                | 51.0                                                |
| Temp. máx. media (°C)                                          | 18.9                                                | 19.6                                                | 20.2                                                | 23.0                                                | 25.5                                                | 29.5                                                | 33.3                                                | 33.7                                                | 32.2                                                | 28.0                                                | 23.0                                                | 19.7                                                | 25.6                                                |
| Temp. media (°C)                                               | 11.2                                                | 11.7                                                | 12.6                                                | 14.5                                                | 16.8                                                | 20.1                                                | 23.6                                                | 24.0                                                | 22.3                                                | 18.5                                                | 14.4                                                | 11.8                                                | 16.8                                                |
| Temp. mín. media (°C)                                          | 3.4                                                 | 3.9                                                 | 4.9                                                 | 6.1                                                 | 8.2                                                 | 10.6                                                | 13.9                                                | 14.2                                                | 12.3                                                | 9.0                                                 | 5.9                                                 | 3.9                                                 | 8.0                                                 |
| Temp. mín. abs. (°C)                                           | −9.0                                                | −8.0                                                | −5.0                                                | −2.0                                                | 0.5                                                 | 0.0                                                 | 2.0                                                 | 0.0                                                 | 2.0                                                 | −3.0                                                | −3.0                                                | −5.0                                                | −9.0                                                |
| Precipitación total (mm)                                       | 74.8                                                | 63.7                                                | 60.7                                                | 28.5                                                | 7.6                                                 | 3.6                                                 | 3.6                                                 | 4.8                                                 | 4.6                                                 | 14.5                                                | 34.4                                                | 52.4                                                | 353.2                                               |
| Días de precipitaciones (≥ 1 mm)                               | 6.8                                                 | 6.3                                                 | 5.7                                                 | 4.3                                                 | 1.8                                                 | 0.8                                                 | 0.6                                                 | 0.5                                                 | 0.9                                                 | 2.1                                                 | 3.7                                                 | 5.4                                                 | 38.9                                                |
| Fuente: Servicio Meteorológico Nacional. 28 de febrero de 2023 |                                                     |                                                     |                                                     |                                                     |                                                     |                                                     |                                                     |                                                     |                                                     |                                                     |                                                     |                                                     |                                                     |

## Etimología
El significado de la palabra tecate se desconoce, pero se sabe que el nombre se lo dieron sus habitantes aborígenes. Algunos historiadores creen que significa “piedra cortada” o “árbol cortado”.
Existen varias versiones al respecto:
- Según Víctor Manuel Peñaloza Beltrán, se sabe, por narración del jefe de la tribu yaqui Ixtlactec', que la expresión inglesa to cut, que significa cortar, dicha alguna vez por los norteamericanos al cortar árboles para trabajos diversos, como el tendido de la vía férrea, fue escuchada por los indios, quienes al poco tiempo la emplearon para nombrar esa zona de la frontera.[13]
- Por su parte, el indígena José Lorenzo afirmaba que tecate es una voz pai-pai, que significa "agua limpia", en alusión a los arroyos que había por ese rumbo.
- También se ha dicho que la palabra se deriva de tecata, en relación con los trozos de la corteza de encino que abundan por todo el lugar.
- Por último, hay quienes piensan que, en la lengua aborigen, tecate significa “lugar donde gira el sol”.

Lo cierto es que el nombre apareció escrito varias veces desde principios del siglo XIX en los registros de la Misión de San Diego, referida con frecuencia a bautizos y defunciones de indios kumiai, que vivieron junto con otras tribus en este lugar desde tiempos prehistóricos, y cuyos descendientes directos viven actualmente en San Antonio Necua y Juntas de Nejí.

## Historia
El origen de la población data de la época de las misiones en el siglo XVIII, cuando en 1861 por decreto del presidente Benito Juárez se crea la colonia agrícola de Tecate, con una superficie de 25 112 ha. Para 1870 la colonia era la segunda población del municipio de la Frontera. En 1900 tenía solo 127 habitantes y 10 años más tarde, ascendió a 190. En 1915, se inauguró el ferrocarril Tijuana-Tucson, por lo que Tecate quedó comunicado con Tijuana y Mexicali.
La fundación oficial del pueblo se celebra el 2 de abril de 1888 y años después, en 1919, se levanta el primer plano urbano a cargo del ingeniero Luis Pavón por órdenes del coronel Esteban Cantú, jefe político y gobernador por ese entonces.
En este primer plano, el trazo urbano consistió en un polígono de 21 manzanas, divididas en lotes de diferentes dimensiones; la manzana siete quedó dividida en dos y ahí se construyeron los edificios públicos y la plaza principal. La zona urbana quedó colindante con la Frontera entre Estados Unidos y México. En 1940, siendo gobernador de la entidad el coronel Rodolfo Sánchez Taboada, se amplió el fundo legal o heredad a 25 manzanas.
El 15 de octubre de 1925 se creó la municipalidad de Tijuana y se incorporó a ella la jurisdicción de Tecate. El 29 de diciembre de 1953 se constituyó nuevamente el municipio, al amparo de la Ley Orgánica decretada en esa fecha, con cabecera en la ciudad del mismo nombre y las delegaciones Valle de la Palmas y La Rumorosa, conmemorándose la fundación el 
8 de marzo de 1954.

## Demografía
De acuerdo con el censo realizado en 2020 por el Instituto Nacional de Estadística y Geografía (INEGI), en Tecate había un total de 81 059 habitantes, de los que 40 639 eran hombres y 40 420, mujeres.
En 2020 se registraron alrededor de 28 613 viviendas, de las que 24 098 se encontraban habitadas; con un promedio de 3.35 ocupantes por vivienda.
El 98.4 % de la población de más de 15 años se encuentra alfabetizada, que corresponde a 60 540 personas. El grado promedio de escolaridad es de 10.2 años.

### Evolución demográfica
Durante el período 2010-2020, la ciudad de Tecate tuvo un crecimiento poblacional del 0.48 % anual.
| Gráfica de evolución demográfica de Tecate entre 1900 y 2020 |
|                                                              |
| Fuente: Instituto Nacional de Estadística y Geografía.       |

## Patrimonio

### Cerro del Cuchumá

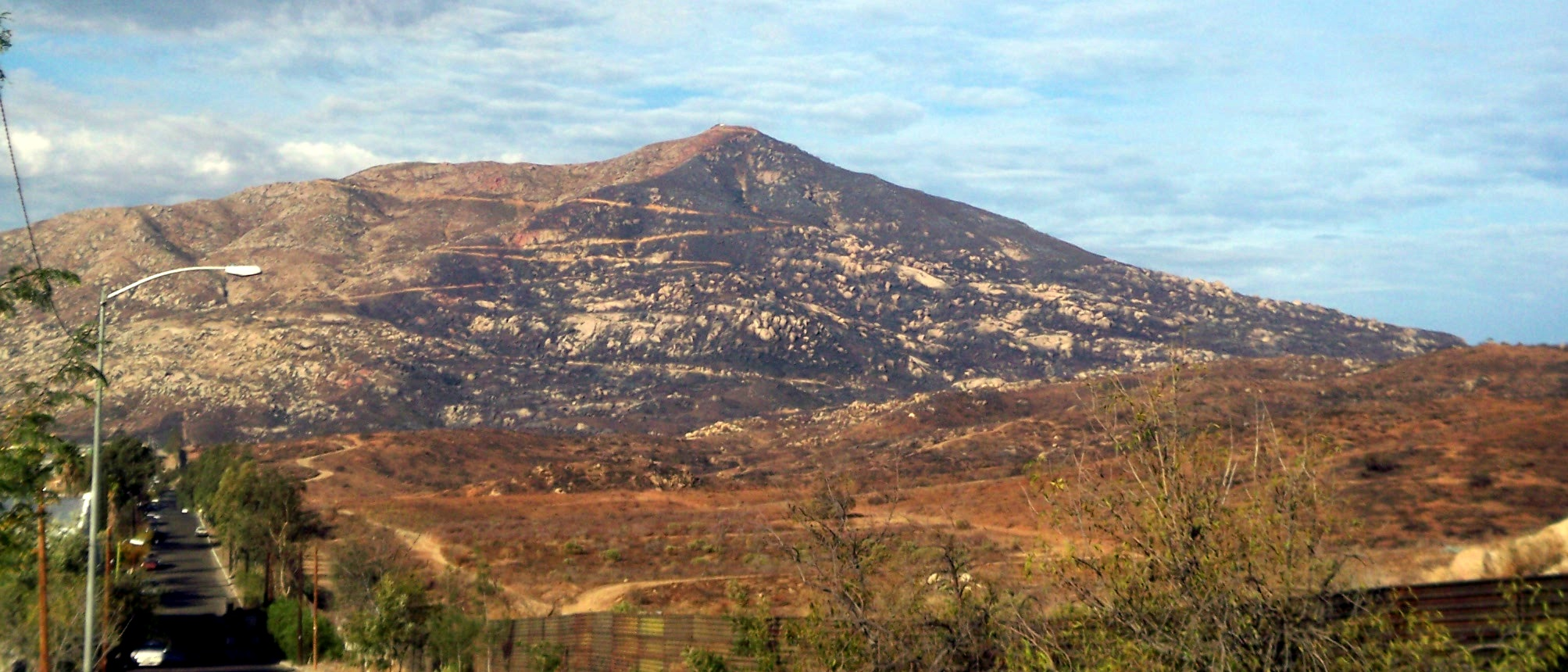
Cuchumá

El Cerro del Cuchumá es una zona de refugio, caza, vivienda y vigilancia de la antigua comunidad kumiai. Asimismo, fue importante centro ceremonial de rituales mágico-religiosos y de iniciación chamánica. Representa a un ecosistema regional muy importante, conocido como chaparral submontañoso, con bosques de galería (asociación de encinos, alisos y sicomoros). A lo largo de sus cañadas, permite el asentamiento y refugio de una gran variedad de fauna silvestre. Aunque en realidad, este cerro se ubica en el lado de los Estados Unidos de América.

### Cervecería Tecate
En 1943 se estableció la Cervecería Tecate, S. A. Poco después, en 1954, la Cervecería Tecate fue vendida al Grupo Cervecero Cuauhtémoc, originario de Monterrey, Nuevo León, llegando a formar parte del grupo cervecero más grande e importante del país. Una de las cervezas de mayor venta en México y Estados Unidos es elaborada en la cervecería y lleva por nombre "Tecate".

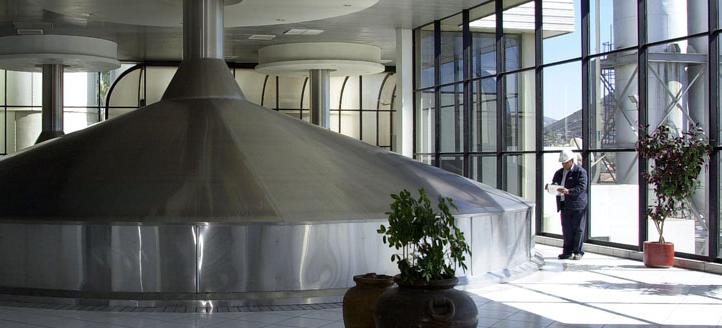
Cervecería Tecate

## Cultura

### Cine
- En 1991, el equipo de producción de la película México invitó a muchos de los habitantes de Tecate a trabajar como extras.
- En 1976, se filmó en el centro de Tecate  El Moro de Cumpas, en la que aparece la iglesia de Guadalupe.

## Carreteras
Tecate es atravesado por tres carreteras:

- Carretera Federal 2: de libre circulación, se dirige a Mexicali y Tijuana.
- Carretera Federal 2D: de cuota, pasa por el sur de la ciudad, dirigiéndose también a Mexicali y Tijuana.
- Carretera Federal 3: se dirige a la ciudad de Ensenada y es conocida como "La ruta del vino" porque en el trayecto se encuentran varios poblados con almacenes de vino.

## Deporte
Tecate cuenta con un estadio llamado "Manuel Ceceña" donde juega la Liga de Béisbol Colegial de Tecate afiliada a la Liga de Béisbol Infantil y Juvenil De La Mesa A.C. Cuenta con ligas de fútbol amateur y Softbol así como de campo y de salón, cuenta con unidades de fútbol como el campo "Los Encinos", "El Picapiedra", "Eufracio Santana", fútbol rápido el "Gimnasio" y el campo de fútbol "Rubén Acosta". Cuenta con un Club de la Tercera División Profesional de la Liga MX, Tecate Fútbol Club, juega en la Unidad Deportiva Eufrasio Santana.https://www.facebook.com/TecateFC.TDP

## Política

### Alcaldes
| Título       | Alcalde                          | Partido político       | Partido político         | Inicio del mandato     | Término del mandato     | Notas                                                 |
| ------------ | -------------------------------- | ---------------------- | ------------------------ | ---------------------- | ----------------------- | ----------------------------------------------------- |
| 1.º Alcalde  | Eufrasio Santana                 |                        |                          | 2 de marzo de 1954     | 30 de noviembre de 1956 |                                                       |
| 2.º Alcalde  | Armando Aguilar Avilés           | 1 de noviembre de 1956 | 31 de octubre de 1959    |                        |                         |                                                       |
| 3.º Alcalde  | Oscar Baylón Chacón              | 1 de noviembre de 1959 | 31 de octubre de 1962    |                        |                         |                                                       |
| 4.º Alcalde  | José Gutiérrez Durán             | 1 de noviembre de 1962 | 31 de octubre de 1965    |                        |                         |                                                       |
| 5.º Alcalde  | Arcadio Amaya Campa              | 1 de noviembre de 1965 | 31 de octubre de 1968    |                        |                         |                                                       |
| 6.º Alcalde  | Alfonso Romero Bareño            | 1 de noviembre de 1968 | 1 de octubre de 1971     |                        |                         |                                                       |
| 7.º Alcalde  | Arturo Guerra Flores             | 1 de noviembre de 1971 | 31 de octubre de 1974    |                        |                         |                                                       |
| 8.º Alcalde  | César A. Baylón Chacón           | 1 de noviembre de 1974 | 31 de octubre de 1977    |                        |                         |                                                       |
| 9.º Alcalde  | Perfecto Lara Rodríguez          | 1 de noviembre de 1977 | 31 de octubre de 1980    |                        |                         |                                                       |
| 10.º Alcalde | José Manuel Jasso Peña           | 1 de noviembre de 1980 | 31 de octubre de 1983    |                        |                         |                                                       |
| 11.º Alcalde | César Moreno Martínez de Escobar | 1 de noviembre de 1983 | 31 de octubre de 1986    |                        |                         |                                                       |
| 12.º Alcalde | Jesús Méndez Zayas               | 1 de noviembre de 1986 | 31 de octubre de 1989    |                        |                         |                                                       |
| 13.º Alcalde | Jesús Rubén Adame Lostanau       | 1 de noviembre de 1989 | 31 de octubre de 1992    |                        |                         |                                                       |
| 14.º Alcalde | Pablo Contreras Rodríguez        |                        |                          | 1 de noviembre de 1992 | 31 de octubre de 1995   | Fue el primer alcalde de oposición en gobernar Tecate |
| 15.º Alcalde | Alfredo Ferreiro Velasco         |                        |                          | 1 de noviembre de 1995 | 31 de octubre de 1998   |                                                       |
| 16.º Alcalde | Constantino León Gutiérrez       | 1 de noviembre de 1998 | 31 de octubre de 2001    |                        |                         |                                                       |
| 17.º Alcalde | Juan Vargas Rodríguez            | 1 de noviembre de 2001 | 31 de octubre de 2004    |                        |                         |                                                       |
| 18.º Alcalde | Joaquín Sandoval Millán          | 1 de noviembre de 2004 | 19 de febrero de 2007    |                        |                         |                                                       |
| 19.º Alcalde | Donaldo Peñaloza Ávila           |                        |                          | 20 de febrero de 2007  | 31 de octubre de 2010   |                                                       |
| 20.º Alcalde | Javier Urbalejo Cinco            |                        |                          | 1 de noviembre de 2010 | 31 de octubre de 2013   |                                                       |
| 21.º Alcalde | César Moreno González            | 1 de noviembre de 2013 | 31 de octubre de 2016    |                        |                         |                                                       |
| 22.º Alcalde | Nereida Fuentes González         | 1 de noviembre de 2016 | 31 de septiembre de 2019 |                        |                         |                                                       |
| 23° Alcalde  | Zulema Adams Pereyra             |                        |                          | 1 de octubre de 2019   | 6 de abril de 2021      |                                                       |
| 23° Alcalde  | Zulema Adams Pereyra             | 19 de abril de 2021    | 31 de agosto de 2021     |                        |                         |                                                       |
| 24° Alcalde  | Dora Nidia Ruiz Chávez           | 15 de abril de 2021    | 19 de abril de 2021      | Alcaldesa interina     |                         |                                                       |
| 24° Alcalde  | Dora Nidia Ruiz Chávez           | 31 de agosto de 2021   | 30 de septiembre de 2021 | Alcaldesa interina     |                         |                                                       |
| 25.º Alcalde | Edgar Darío Benítez              | 1 de octubre de 2021   | 30 de septiembre de 2024 |                        |                         |                                                       |
| 26.º Alcalde | Román Cota Muñoz                 | 1 de octubre de 2024   | 30 de septiembre de 2027 |                        |                         |                                                       |

## Personas destacadas
- Paola Núñez, actriz de televisión, cine y teatro
- Carla Morrison, cantante
- Chantal Peñalosa, Artista plástica
- Rafael Amaya, actor de cine y televisión
- Álvaro Blancarte, artista plástico
- Sofía Martínez, futbolista profesional y seleccionada nacional Sub-20
- Oromasis Ramírez, cofundador de AAMAIPS (el proyecto más ganador en la historia del cetis 25), destacado orador y Físico Olímpico en Baja California
- Luis Cortes, cofundador de AAMAIPS (el proyecto más ganador en la historia del cetis 25), destacado matemático olimpico, dibujante y programador
- Guadalupe Ramos, asesor de AAMAIPS (el proyecto más ganador en la historia de Tecate), destacado profesor en física y  maestro histórico en el municipio

## Hermanamientos
- Todos Santos, México (2017).[21]
- Siping, China (2019).[22][23][24]